# Departamento de Ischilín
Departamento de Ischilín är en kommun i Argentina.   Den ligger i provinsen Córdoba, i den centrala delen av landet, 700 km nordväst om huvudstaden Buenos Aires.
Trakten runt Departamento de Ischilín består i huvudsak av gräsmarker. Runt Departamento de Ischilín är det mycket glesbefolkat, med 6 invånare per kvadratkilometer.